# Paolo Roversi
Paolo Roversi (* 25. září 1947, Ravenna) je italský módní fotograf, který žije a pracuje v Paříži.

## Životopis
Paolo Roversi, který se narodil v Ravenně v roce 1947, se o fotografii začal zajímat jako teenager během rodinné dovolené ve Španělsku v roce 1964. Po návratu domů si vybudoval temnou komoru ve sklepě s dalším nadšeným amatérem, místním pošťákem Battistou Minguzzim, a začal vyvolávat a tisknout své vlastní černobílé fotografie. Setkání s místním profesionálním fotografem Neviem Natali bylo velmi důležité: v Neviově ateliéru strávil Roversi mnoho hodin důležitým učením a budováním pevného a trvalého přátelství.

## Kariéra
V roce 1970 začal spolupracovat s Associated Press: při svém prvním úkolu poslala agentura Roversiho, aby zdokumentoval pohřeb Ezry Pounda v Benátkách. V průběhu téhož roku Roversi otevřel se svým přítelem Giancarlem Gramantierim své první portrétní studio v Ravenně ve spolupráci s Cavourem (58), kde fotografoval místní celebrity a jejich rodiny. V roce 1971 se náhodou v Ravenně setkal s Peterem Knappem, švýcarským módním fotografem a legendárním uměleckým ředitelem časopisu Elle. Na Knappovo pozvání Roversi navštívil Paříž a již toto město nikdy neopustil.
V Paříži začal Roversi pracovat jako reportér pro agenturu Huppert, fotografové, kteří ho tehdy opravdu zajímali, byli reportéři, ale postupně se prostřednictvím svých přátel začal věnovat módní fotografii. V tu chvíli toho o módě ani o módní fotografii mnoho nevěděl. Teprve později objevil dílo Richarda Avedona, Irvinga Penna, Helmuta Newtona, Guye Bourdina a mnoha dalších.
Roversi v roce 1974 pracoval jako asistent u britského fotografa Laurence Sackmana, u kterého vydržel pracovat devět měsíců, než začal sem tam s malými zakázkami pro časopisy jako Elle a Depeche Mode, dokud Marie Claire nezveřejnila svůj první hlavní módní příběh.
Roversiho kariéra od té doby vzkvétá, fotografuje celebrity a módní fotografie. Pravidelně přispívá do amerického Vogue a italského Vogue, W, Vanity Fair, Interview nebo i-D. Fotografoval také reklamní kampaně pro Jódžiho Jamamota, Comme des Garçons, Dior, Cerruti, Yves Saint Laurent, Valentino nebo Alberta Ferreti.
Fotografoval Kalendář Pirelli na téma Romea a Julie pro rok 2020.

## Technika
Roversi o své technice řekl:
Moje fotografie využívá spíše odebírání než přidávání. Vždy se snažím objekty odnímat. Všichni nosíme jakousi výrazovou masku. Loučíte se, usmíváte se, bojíte se. Snažím se všechny tyto masky postupně odebírat, dokud vám nezůstane něco čistého. Něco na způsob opuštění, jakési absence. Vypadá to jako nepřítomnost, ale ve skutečnosti, pokud zůstane prázdnota, myslím, že vyjde vnitřní krása. To je moje technika.
Paolo Roversi
Je známý fotografováním na instantní film Polaroid 8x10" a uvedl také, že jej skoupil tolik, kolik mohl, než byla jeho výroba ukončena.